# Abraham Wedell
Abraham Wedell (* 4. Juni 1844 in Posen, Provinz Posen; † 2. September 1891 in Düsseldorf, Rheinprovinz) war ein deutscher Rabbiner.

## Leben
Er war das jüngste von vier Kindern des Waisenhaus-Inspektors Manasse Moses Wedell in Posen und der Miriam (Mirie) Vogelsdorff.
Wedell machte sein Abitur am Königlichen Friedrich-Wilhelms-Gymnasium in Posen und studierte dort 1863 am Rabbiner-Seminar. Anschließend studierte er Philosophie an der Universität Breslau, wo er auch 1869 zum Dr. phil. promoviert wurde.
Im Jahr 1867 übernahm er das Amt des Ersten Lehrers an der Religionsunterrichtsanstalt I der Synagogengemeinde zu Breslau. Ostern 1870 wurde er als Nachfolger seines Vaters Inspektor der „Israelitischen Waisenknabenanstalt“ zu Posen und von 1871 bis 1874 gleichzeitig Religionslehrer an der dortigen Städtischen Realschule.
Ab 1875 war er Rabbiner des Synagogenbezirks Düsseldorf. Im Jahr 1882 wurde er für längere Zeit beurlaubt, da er auf Wunsch der „Vereinigten Comités“ von Berlin, Wien, Paris, London und New York an die russische Grenze und nach Russland hinein gesandt wurde, um die Auswanderung der russischen Juden zu organisieren. Diesen war am 15. Mai 1882 der Landerwerb sowie der Aufenthalt außerhalb von Städten verboten und damit die persönliche Freiheit genommen worden.

## Werke (Auswahl)
- De emendationibus a Sopherim in libris sacris Veteris Testamenti propositis, Dissertation, Verlag Lindner, Breslau 1869
- Stammbaum von Heinrich Heine, 1885
- Heinrich Heine’s Stammbaum mütterlicherseits. In: Beiträge zur Geschichte des Niederrheins, 1. Band (1886), S. 5 ff. (Digitalisat)
- Geschichte der jüdischen Gemeinde Düsseldorfs. In: Geschichte der Stadt Düsseldorf in zwölf Abhandlungen, Festschrift zum 600-jährigen Jubiläum des Düsseldorfer Geschichtsvereins, Düsseldorf 1888 (Digitalisat, u. a. mit der Geschichte der Bongardstraße, Kasernenstraße und des Alten Friedhofs in Düsseldorf sowie der Alten Friedhöfe in Euskirchen, Golzheim, Gürzenich und Waldniel)